# Horsens udstillingen
Horsens udstillingen er en dansk dokumentarisk optagelse fra 1905 instrueret af Peter Elfelt.

## Handling
Foreningen af Jydske Landboforeningers Fællesdyrskue i Horsens 1905. Prins Christian og prinsesse Alexandrine åbner udstillingen. Amtmand Jorck udbringer et leve. Rundgang på udstillingen. Frokostdeltagere går frem og tilbage foran kameraet.